# Wólka Durąska
Wólka Durąska (deutsch Karolinenhof) ist ein Ort in der polnischen Woiwodschaft Ermland-Masuren. Er gehört zur Gmina Ostróda (Landgemeinde Osterode in Ostpreußen) im Powiat Ostródzki (Kreis Osterode in Ostpreußen).

## Geographische Lage
Wólka Durąska liegt im Westen der Woiwodschaft Ermland-Masuren, zwölf Kilometer südlich der Kreisstadt Ostróda (deutsch Osterode in Ostpreußen).

## Geschichte
Die spätere Domäne Karolinenhof wurde 1843 gegründet. Bis 1945 war der kleine Ort ein Wohnplatz innerhalb der Gemeinde Döhringen (polnisch Durąg) im Kreis Osterode in Ostpreußen.
Nach der Überstellung des südlichen Ostpreußen 1945 in Kriegsfolge an Polen erhielt Karolinenhof die polnische Namensform „Wólka Durąska“. Der Ort ist derzeit nicht bewohnt, auch sind keine Gebäude vorhanden. Die Ortsstelle gehört zur Landgemeinde Ostróda (Osterode i. Ostpr.) im Powiat Ostródzki (Kreis Osterode in Ostpreußen), bis 1998 der Woiwodschaft Olsztyn, seither der Woiwodschaft Ermland-Masuren zugehörig.

## Kirche
Bis 1945 war Karolinenhof in die evangelische Kirche Döhringen in der Kirchenprovinz Ostpreußen der Kirche der Altpreußischen Union sowie in die römisch-katholische Kirche Osterode eingepfarrt. Heute gehört Wólka Durąska zur evangelisch-methodistischen Kirche Kraplewo bzw. zur  evangelisch-augsburgischen Kirche Ostróda, außerdem zur römisch-katholischen Kirche Durąg.

## Verkehr
Nach Wólka Durąska führt eine Landwegverbindung, die bei Durąg von der Kreisstraße (polnisch Droga powiatowa, DP) 1243N in Richtung Ryn (Rhein) abzweigt.